# Második buddhista zsinat
A második buddhista zsinatot Vaisáliban, egy ókori indiai városban tartották a történeti Buddha parinirvánája (tökéletes kialvás) után mintegy száz évvel (kb. i. e. 4. század). Célja a Vinaja vitatott pontjainak megtárgyalása volt. Bizonyos szerzetesek (bhikkhu) viselkedését kérdőjelezték meg a hagyománytisztelő szerzetesek. A viták szövege megtalálható a korai buddhista iskolák Vinaja szövegeiben. Tulajdonképpen minden kutató egyetért abban, hogy a második buddhista tanácskozás valós történelmi esemény volt.
A második zsinat után pár évvel szakadás történt a buddhista közösségben (lásd Szangha). Ekkor alakultak ki különböző alcsoportok, pl. szthaviraváda, mahászánghika és szarvásztiváda.

## Tíz pont
Vita támadt tíz pontot illetően. Ez arra vonatkozik, hogy néhány szerzetes megszegett tíz szabályt, melyek közül néhányat komolynak ítéltek. A tíz pont a következő volt:
1. Szabad-e sót tárolni szarvban.
2. Szabad-e étkezni dél után.
3. Szabad-e egyszer étkezni, majd ismét bemenni a faluba alamizsnáért.
4. Szabad-e az upószatha ünneplése olyan szerzetesekkel, akikkel egy helyen élnek.
5. Szabad-e hivatalosan járni el, amikor a gyűlés nem teljes.
6. Szabad-e követni egy bizonyos gyakorlatot mert valaki tanítója is azt csinálta.
7. Szabad-e savanyított tej fogyasztása a főétkezés után.
8. Szabad-e erős ital fogyasztása erjedés előtt.
9. Szabad-e nem megfelelő pokróc használata.
10. Szabad-e az arany és az ezüst használata.

A legnagyobb probléma az 'arany és ezüst használata' volt, amely alatt minden nemű pénzt értettek.
A második buddhista zsinat megerősítette, hogy a fent említett szabályokat nem szabad elhanyagolni.